# Paradise, Montana
Paradise är en ort i Sanders County i delstaten Montana, USA.